# 올림픽 미국령 버진아일랜드 선수단
올림픽 미국령 버진아일랜드 선수단은 미국령 버진아일랜드 대표로 올림픽에 참가하는 선수단이다. 미국령 버진아일랜드는 1968년 올림픽에 처음으로 출전한 이후 모스크바 올림픽 보이콧에 참여한 1980년을 제외하고는 매년 하계 올림픽에 선수단을 파견해 왔다. 또한 1988년부터 7차례 동계 올림픽에 참가했으며, 2010년 동계 올림픽만 놓쳤다. 버진아일랜드 사람이 획득한 유일한 올림픽 메달은 1988년 하계 올림픽 요트 부문에서 피터 홈버그(Peter Holmberg)가 은메달을 딴 것이다.
버진아일랜드 올림픽 위원회는 1967년에 결성되었으며 같은 해 국제 올림픽 위원회의 승인을 받았다.

## 종목별 메달 집계
| 경기 | 금 | 은 | 동 | 합계 |
| ---- | -- | -- | -- | ---- |
| 요트 | 0  | 1  | 0  | 1    |
| 합계 | 0  | 1  | 0  | 1    |

## 메달리스트
| 메달   | 선수              | 대회        | 종목 | 세부종목 |
| ------ | ----------------- | ----------- | ---- | -------- |
| 은메달 | 페테르 홀름베르그 | 1988년 서울 | 요트 | 핀       |

## 같이 보기
- 동계 올림픽에 참가한 열대 국가